# 이윤정 (1970년)
이윤정(1970년 2월 1일~)은 대한민국의 여자 배우이자 모델이다. 1978년 초등학교 3학년 당시에 TBC 동양방송 아역 탤런트로 활동 시작하였다.

## 주요 경력
- TBC 동양방송 아역 탤런트 출신

## 출연작

### 드라마
- 1979년 TBC 《내일도 푸른하늘》
- 1980년 TBC 《서울은 내것》
- 1981년 KBS2 《꼴찌 만세》 - 하늘나라 나비 요정 역
- 1981년 KBS 《날아라 새들아》
- 1982년 KBS1 《어쩌면 당신 얼굴》
- 1984년 KBS2 《꾀돌이 삼총사》
- 1984년 KBS2 《드라마게임》- 첫눈
- 1990년 MBC 《두 권의 일기》 - 고미나 역
- 1991년 KBS2 《TV손자병법》
- 1993년 SBS 《한강뻐꾸기》
- 1993년 KBS2 《연인》